# Zonitoides patuloides
Zonitoides patuloides är en snäckart som först beskrevs av Henry Augustus Pilsbry 1895.  Zonitoides patuloides ingår i släktet Zonitoides och familjen Zonitidae. Inga underarter finns listade i Catalogue of Life.